# کریستینا آرنتفت
کریستینا آرنتفت (انگلیسی: Christina Ørntoft؛ زادهٔ ۲ ژوئیهٔ ۱۹۸۵) بازیکن فوتبال اهل دانمارک است.
از باشگاه‌هایی که در آن بازی کرده‌است می‌توان به باشگاه فوتبال روزنگرد و باشگاه فوتبال بروندبی اشاره کرد.
وی همچنین در تیم ملی فوتبال زنان دانمارک بازی کرده‌است.